# Daiko

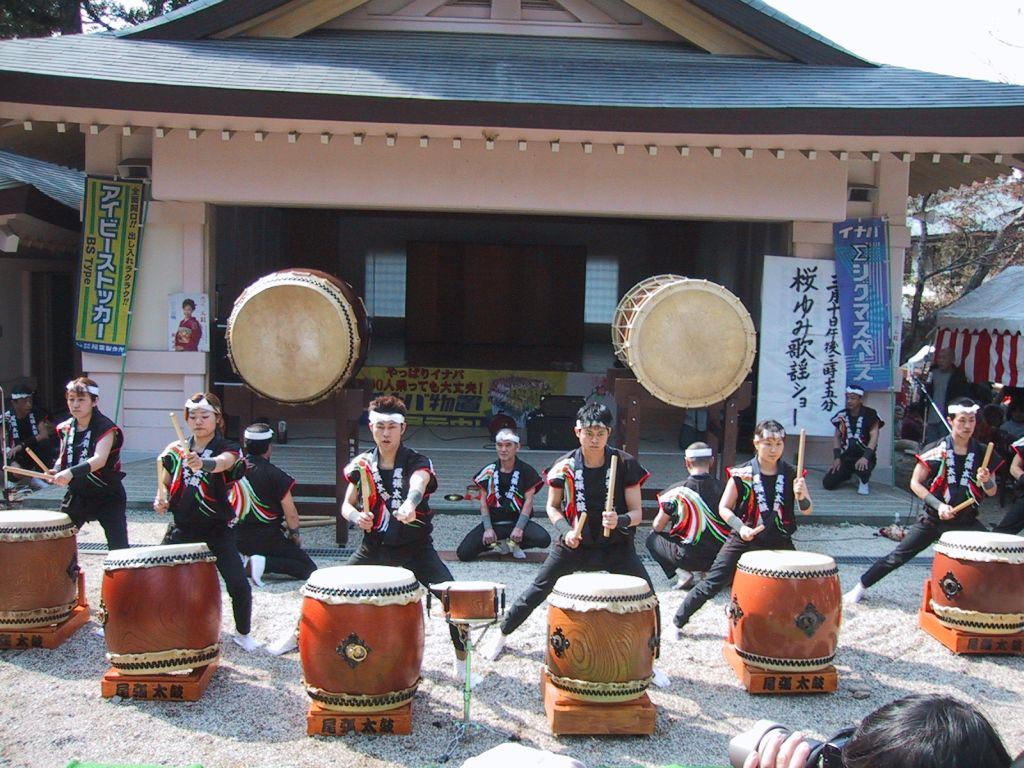
Percussionistes amb daiko.

Els daiko o taiko són una família de tambors tradicionals japonesos introduïts a les cerimònies nipones des del segle vi, probablement per influència xinesa i coreana. Al Nihon Shoki es relata el seu origen mític, lligat a la deessa Ama-no-Uzume. Aquesta va fer sortir la deessa del sol Amaterasu de la seva cova ballant sobre una bóta que donaria lloc a l'instrument, el qual percudia amb els peus. Els daiko s'han usat com a instrument militar, en les obres de kabuki i per acompanyar cançons folclòriques.
Existeixen diferents tipus de daikos, segons el mètode de construcció emprat. Els byō-uchi-daiko tenen el pedaç de tambor enganxat al cos. Els shime-daiko tenen la membrana sobre un anell de metall, unida amb cordes, igual que els Ttsuzumi, que es diferencien perquè la membrana de percussió està feta de pell de cérvol o similar. Després es classifiquen dins de cada família per la mida del diàmetre de la zona de percussió. Aquesta mida determina l'estil en què el percussionista toca l'instrument: la posició del cos, on i com es col·loca el daiko i les baquetes utilitzades.